# Hemipsilichthys stephanus
Hemipsilichthys stephanus és una espècie de peix de la família dels loricàrids i de l'ordre dels siluriformes.
Poden atènyer fins als 9,9 cm de longitud total. Es troba al Brasil: riu São Francisco.